# Pseudoepameibaphis glauca
Pseudoepameibaphis glauca är en insektsart som beskrevs av David D. Gillette och Palmer 1932. Pseudoepameibaphis glauca ingår i släktet Pseudoepameibaphis och familjen långrörsbladlöss. Inga underarter finns listade i Catalogue of Life.